# Lyžování handicapovaných na zimních olympijských hrách
Lyžování handicapovaných na zimních olympijských hrách byl ukázkový sport na Zimních olympijských hrách 1984 a 1988. Protože se v 90. letech 20. století začaly pořádat zimní paralympijské hry na týchž místech jako hry olympijské, bylo rozhodnuto, že tento ukázkový sport je dále nadbytečný. Sportovci, kteří se v letech 1984 a 1988 umístili v závodech na prvních třech příčkách, obdrželi medaile, které však byly menší a které také nejsou započítávány do celkových medailových tabulek.

## Zimní olympijské hry 1984
Na Zimních olympijských hrách 1984 v Sarajevu byly uspořádány čtyři závody pro muže v paralympijském alpském lyžování. Jednalo se o závody v obřím slalomu pro čtyři různé třídy stojících sportovců.
| Závod                                 | 1. místo                                | 2. místo                             | 3. místo                                     |
| ------------------------------------- | --------------------------------------- | ------------------------------------ | -------------------------------------------- |
| Obří slalom muži amputace nad kolenem | Alexander Spitz · Západní Německo (FRG) | Reiner Bergman · Rakousko (AUT)      | David Jamison · Spojené státy americké (USA) |
| Obří slalom muži amputace pod kolenem | Markus Ramsauer · Rakousko (AUT)        | Josef Meusburger · Rakousko (AUT)    | Bill Latimer · Spojené státy americké (USA)  |
| Obří slalom muži amputace jedné ruky  | Paul Keukomm · Švýcarsko (SUI)          | Dietmar Schweninger · Rakousko (AUT) | Rolf Heinzmann · Švýcarsko (SUI)             |
| Obří slalom muži amputace obou rukou  | Lars Lundstroem · Švédsko (SWE)         | Felix Abele · Západní Německo (FRG)  | Cato Zahl Pedersen · Norsko (NOR)            |

## Zimní olympijské hry 1988
Na Zimních olympijských hrách 1988 v Calgary byly uspořádány dva závody v paralympijském alpském lyžování a dva závody v paralympijském běhu na lyžích. V každém sportu se jednalo o jednu soutěž pro muže a jednu pro ženy, v případě alpského lyžování o obří slalom pro jednu třídu stojících sportovců, v případě běhu na lyžích o závod na 5 km pro sportovce se zrakovým postižením.
| Závod                                 | 1. místo                                       | 2. místo                                        | 3. místo                                      |
| ------------------------------------- | ---------------------------------------------- | ----------------------------------------------- | --------------------------------------------- |
| Obří slalom muži amputace nad kolenem | Alexander Spitz · Západní Německo (FRG)        | Greg Mannino · Spojené státy americké (USA)     | Fritz Berger · Švýcarsko (SUI)                |
| Obří slalom ženy amputace nad kolenem | Diana Goldenová · Spojené státy americké (USA) | Cathy Gentileová · Spojené státy americké (USA) | Martha Hillová · Spojené státy americké (USA) |
| Běh na lyžích 5 km muži nevidomí      | Hans Anton Aalien · Norsko (NOR)               | Ake Petterson · Švédsko (SWE)                   | Asmund Tveit · Norsko (NOR)                   |
| Běh na lyžích 5 km ženy nevidomí      | Veronika Preiningová · Rakousko (AUT)          | Kirsti Pennanenová · Finsko (FIN)               | Margret Hegerová · Rakousko (AUT)             |